# Chathamvliegenvanger
De Chathamvliegenvanger of Chatham Island-vliegenvanger (Petroica traversi) is een zangvogel uit de familie van de Australische vliegenvangers (Petroicidae). De vogel werd in 1872 geldig beschreven door Walter Buller en vernoemd naar de ontdekker van de vogel, Henry H. Travers (1844 – 1928). De soort is nauw verwant met de Nieuw-Zeelandse vliegenvanger. Het is een endemische vogelsoort van de Chathameilanden.

## Kenmerken
De Chathamvliegenvanger is een kleine vogel ongeveer zo groot als een roodborst (maar daarmee niet verwant) van 14 tot 15 cm lengte en een korte dunne snavel. Het verenkleed is geheel zwart. Mannetje en het vrouwtje zien er hetzelfde uit, het vrouwtje is iets kleiner.

## Verspreiding en leefgebied
De vogel komt voor op de Chathameilanden. Tussen 1800 en 1980 ging het aantal broedvogels hard achteruit. Het dieptepunt was in 1981, toen waren er nog zeven vogels, alleen op het eilandje Little Mangere. De introductie van zoogdieren zoals ratten, honden en katten wordt gezien als de voornaamste oorzaak van de achteruitgang, maar ook het verdwijnen van het oorspronkelijke habitat in de vorm van struweel en bos.

## Status als met uitsterven bedreigde vogelsoort
In 1976 werd een beschermingsprogramma gestart. De zeven overgebleven vogels werden overgebracht naar een ander eiland uit de archipel, Mangere Island. Dit eiland is een natuurreservaat waar inheemse bomen geplant waren om te zorgen voor geschikt leefgebied. Dit hielp niet, de vogels plantten zich niet met succes voort. Eerst werd geprobeerd om eieren te laten uitbroeden door de Chathammangrovezanger (Gerygone albofrontata) een endemische soort uit een andere familie, de Australische zangers. Dit was echter geen succes. Inmiddels was er nog maar één vrouwtje over, genaamd Old Blue. In 1981 werden haar eieren met succes uitgebroed en opgevoed door een Maorivliegenvanger (Petroica macrocephala), een nauw verwante soort. De drie uitgevlogen jongen werden losgelaten op het eilandje Mangere. Deze techniek werd de volgende jaren steeds met succes toegepast en in 1983 werden ook op een ander eiland (South East Island) jonge vogels uit dit broedprogramma losgelaten. In 1989 werd deze intensive vorm van herintroductie gestaakt en alleen het effect bestudeerd. In 1990 waren er 116 vogels, in 1995 170 exemplaren, in 1998 226 en in 1999 in totaal 254 waaronder 178 volwassen vogels op de eilanden Mangere en Sout East Island. In 2007 volgde een terugval in aantal naar 180 individuen.
Hoewel uit tellingen in 2015 blijkt dat de populatie-aantallen weer stijgen, blijft de vogel kwetsbaar voor plotselinge veranderingen. Deze vogel heeft daarom nog steeds de status van met uitsterven bedreigde diersoort op de Rode Lijst van de IUCN.